# 41 Capricorni
41 Capricorni, som är stjärnans Flamsteed-beteckning, är en dubbelstjärna, belägen i den södra delen av stjärnbilden Stenbocken och har även Bayer-beteckningen b Capricorni. Den har en kombinerad skenbar magnitud på 5,24 och är svagt synlig för blotta ögat där ljusföroreningar ej förekommer. Baserat på parallaxmätning inom Hipparcosuppdraget på ca 14,1 mas, beräknas den befinna sig på ett avstånd på ca 231 ljusår (ca 71 parsek) från solen. Den rör sig närmare solen med en heliocentrisk radialhastighet på ca -45 km/s.

## Egenskaper
Primärstjärnan 41 Capricorni A är en gul till orange jättestjärna av spektralklass K0 III, som ingår in i röda klumpen, vilket betyder att den genererar energi genom termonukleär fusion av helium i dess kärna. Den har en massa som är ca 2,6 solmassor, en radie som är ca 8,3 solradier och utsänder från dess fotosfär ca 48 gånger mera energi än solen vid en effektiv temperatur av ca 4 900 K.
41 Capricorni A har en följeslagare av magnitud 11,5, som var separerad med 5,5 bågsekunder från primärstjärnan år 2008.